# 가구라자카역
가구라자카역(일본어: 神楽坂駅, かぐらざかえき)은 도쿄도 신주쿠구에 있는 철도역이다. 역 번호는 T 05이다.

## 역 구조
지하역이지만, 폭이 좁은 도로 아래에 건설되었기 때문에 단선 승강장 1면 1선의 2층 구조이다. 출입구는 각 승강장 맨끝에 있다. 1번 승강장(지하 3층)은 왼쪽, 2번 승강장(지하 2층)은 오른쪽 문이 열린다. 에스컬레이터는 1번 승강장과 이다바시 방향의 개찰구를 연결하는 상행 전용만 설치되어 있지만, 엘리베이터는 설치되지 않았다.
2010년 5월 31일 이다바시 쪽 개찰구 내 지하 1층 대합실에 오스토메이트, 아기 침대가 있는 다기능 화장실이 설치되었다.
| 1 | ○ 도자이 선 | 오테마치・우라야스・니시후나바시・쓰다누마・도요 가쓰타다이 방면 |
| 2 | ○ 도자이 선 | 다카다노바바・나카노・미타카 방면                                |

## 역세권 정보
- 와세다도리
  - 가구라자카
- 아카기 신사
- 오쿠보도리
- 도쿄 도 교육청
- 신주쿠텐진 우체국
- 신초샤
- 일본영어검정협회
- 아디다스 본사
- 도영 지하철 오에도 선 우시고메카구라자카 역
- 도쿄 이과대학 가구라자카 캠퍼스

## 역사
- 1964년 12월 23일: 영업 개시.

## 인접역
| 도쿄 메트로 도자이 선  | 도쿄 메트로 도자이 선 | 도쿄 메트로 도자이 선          |
| ---------------------- | --------------------- | ------------------------------ |
| T04 와세다 나카노 방면 | 도자이 선             | T06 이다바시 니시후나바시 방면 |